# WASP-121b
WASP-121b は、地球からとも座の方向に約860光年離れた位置にあるF型主系列星 WASP-121 を公転している太陽系外惑星である。WASP-121b のスペクトルは、成層圏のスペクトル的に分解された特徴が輝線中に見られる初めての太陽系外惑星の事例となった。

## 特徴
| 木星 | WASP-121b |
| ---- | --------- |
| 木星 | Exoplanet |

WASP-121b は2015年に、太陽系外惑星探査プロジェクトスーパーWASPによるトランジット法での観測から発見された。ホット・ジュピターに分類される惑星であり、2020年に公表された研究結果によると、木星の1.157倍の質量と、1.753倍の半径を持つ巨大ガス惑星とされており、主星から約390万 km 離れた軌道を1日余りの公転周期で公転している。主星からの距離が非常に近いため、平衡温度 は 2,602 K（2,329 ℃）に達している。主星からの潮汐力によって形状を維持することが出来ず破壊されるロッシュ限界の近くを公転しており、主星からの強い潮汐力によって、ラグビーボールのような楕円形に引き延ばされた形状をしているとされている。
ロシター・マクローリン効果の測定から、WASP-121b の軌道面は主星の赤道面に対して8.1+3.0
−2.6度しか傾いておらず、ほぼ主星の赤道面に沿った順行軌道を描いて公転していることが分かっている。

## 大気

2018年8月の研究で公表された、WASP-121bの外観のコンピュータシミュレーション画像

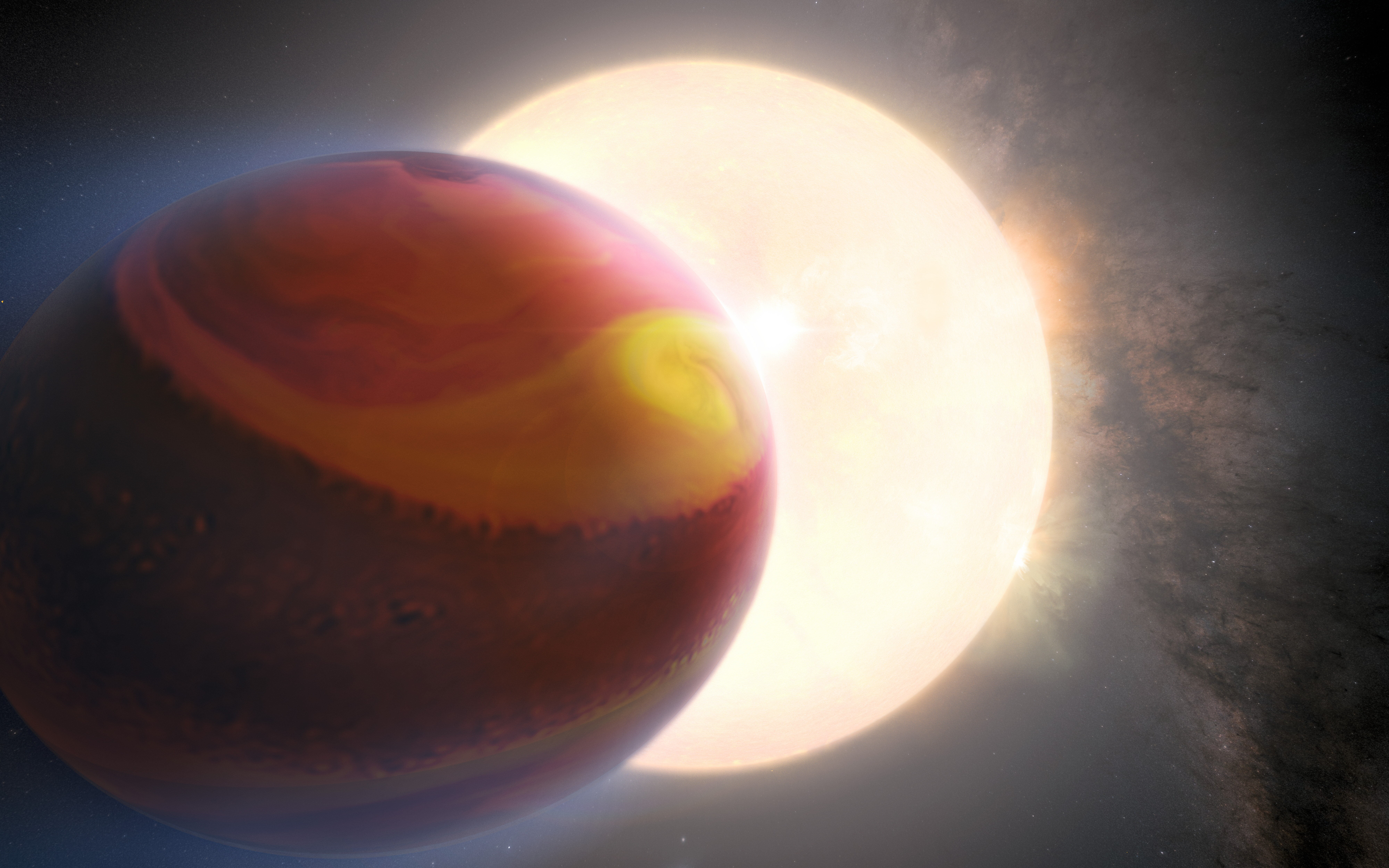
2024年に公表された研究を受けて描かれたWASP-121bの想像図、表面の大気には大きな渦が描かれている。

2017年8月には、ハッブル宇宙望遠鏡などによる WASP-121b の大気組成の観測結果が公表された。この観測で、WASP-121b の大気スペクトルからは水蒸気の放射によって生じる輝線がみられ、これは大気の上層に高温の水分子が存在しているためであり、高度が上がるにつれて温度が上昇する成層圏の存在を示すものとされている。また、WASP-121b の成層圏における温度の上昇幅が太陽系内の惑星の成層圏よりも10倍大きいこともこの研究で判明しており、この大きな温度上昇を引き起こしている化学物質として、酸化バナジウム(II)と酸化チタン(II)が大気中に含まれている可能性が示された。しかし、大気中の酸化バナジウムと酸化チタンの存在には疑義を呈する研究結果が後に発表されている。
2019年には、WASP-121b の大気から鉄とマグネシウムが流れ出ていると発表された。通常であればこれらの金属元素はホット・ジュピターの大気内部の比較的低温の領域で雲として凝結して存在していると考えられているが、WASP-121b の場合は主星から放射される紫外線が強いために大気の上層が極端に加熱されており、これほどの重元素であっても大気圏外への流出が起きているとみられている。他のホット・ジュピターの大気からも金属元素が検出された事例は存在していたが、これほど明確に金属元素が大気から流れ出ていることが明確に確かめられたのはこれが初めてであり、この研究チームを率いたジョンズ・ホプキンス大学の David Sing は WASP-121b が非常に大きく膨張しており、相対的に表面の重力が弱いことが活発な大気の流出が起きている一因としている。
2020年に公表された研究結果で、新たに得られた WASP-121b のスペクトルから、イオン化されたナトリウム原子、中性マグネシウム、カルシウム、クロム、鉄、ニッケル、そしてバナジウムが検出されたと発表された。同年に公表された別の複数の研究では、成層圏内に中性鉄 (Neutral Iron) が存在していることも示されている。2020年末に初めて公表された研究では、WASP-121bの大気はロッシュ・ローブを超えて強く流れ出ており、宇宙空間への大気の散逸が起きていることが確認されている。2021年に公表された研究では、以前の研究で大気から検出された鉄、クロム、バナジウム、カルシウム、カリウム（いずれもイオン化されたもの）などの元素の存在を確認できたと発表し、さらに新たにイオン化されたスカンジウムも検出されたと報告した。
WASP-121b は主星から非常に近い軌道を公転しているため、主星からの強い潮汐力によって自転と公転の同期（潮汐固定）の状態にあり、永続的に片側を主星のある方向に向けていると考えられるが、2022年には主星がある方向を向き続ける「昼側」と永久に主星の方向を向くことがない「夜側」の大気中において水の循環が起きていることが示された。ハッブル宇宙望遠鏡に搭載されている分光カメラによる観測で、WASP-121b の大気の詳細について全球規模で調査した結果、温度が 3,000 K（2,727 ℃）を超えるとみられる昼側では、高温により水分子は水素原子と酸素原子に分解されるが、温度が低くなる夜側で再びそれらの原子が結合して水分子になるという反応が起きていると考えられており、全球規模でこの水の循環を発生させるために、大気中ではわずか20時間程度でWASP-121b全体を一周してしまう 5,000 m/s もの強風が吹いていると計算されている。また、水だけではなく鉄やコランダムも循環していることで、WASP-121b の夜側では鉄、チタン、コランダムによって構成されているガス状の金属の雲が形成されており、コランダムを構成要素としているルビーやサファイアが溶けた状態で雨として降り注いでいることも示唆されている。しかし同年末の研究では、WASP-121bの大気中からチタンは検出されなかったとする研究結果も公表されている。
同じく2022年には、WASP-121b の大気上層からバリウムイオンとストロンチウムイオン、そしてコバルトが新たに検出されたと発表された。この中でも特にバリウムは、太陽系外惑星の大気から検出された最も重い元素であり、鉄よりも遥かに重いこれほどの重元素が惑星の重力によって大気の下層へ落ち込むことなく上層に存在しているメカニズムについては分かっていない。
2024年には、2016年6月と11月、2018年3月、そして2019年2月の4回に分けてハッブル宇宙望遠鏡によって行われた WASP-121b の観測結果を分析した研究結果が公表された。この観測期間内において WASP-121b は軌道上の様々な場所に位置していて、軌道上の位置に応じて生じるWASP-121bからの明るさの変化をモデリングした結果、WASP-121b の大気は非常に動的であり、昼側と夜側の極端な温度差によってハリケーンのような巨大な嵐が発生していることが判明した。

## 衛星の可能性
2020年に、吸光分光法による観測で WASP-121b の周囲にナトリウムが存在していることが判明した。このナトリウムは、周りを木星の衛星であるイオのような火山活動が活発な太陽系外衛星（エクソ・イオ）が公転していることで周囲に生成されたガストーラスに起因している可能性があるという研究が存在している。WASP-121b の周囲を約 28 km/s の速度で移動しながら約 109 g/s のペースでナトリウムを放出させている供給源があり、そのナトリウムが惑星半径の約1.9倍に相当するヒル半径付近まで広がっていれば観測結果を大まかに再現できるとされている。

## 名称
2022年、ジェイムズ・ウェッブ宇宙望遠鏡の優先観測目標候補となっている太陽系外惑星のうち、20の惑星とその親星を公募により命名する「太陽系外惑星命名キャンペーン2022（NameExoWorlds 2022）」において、WASP-121 と WASP-121b は命名対象の惑星系の1つとなった。このキャンペーンは、国際天文学連合（IAU）が「持続可能な発展のための国際基礎科学年（IYBSSD2022）」の参加機関の一つであることから企画されたものである。2023年6月、IAUから最終結果が公表され、WASP-121は Dilmun 、WASP-121b は Tylos と命名された。ディルムンは、バーレーン群島及びアラビア半島東部にあった古代文明のシュメール語名。テュロス（希: Τύλος）は、バーレーン島の古代ギリシア語名である。